# Cerowo
Cerowo (mac. Церово) – wieś w Macedonii Północnej położona w gminie Demir Hisar. Według danych z 2002 roku wieś zamieszkiwały jedynie dwie osoby (jedna kobieta i jeden mężczyzna), co stanowiło 0,02% ludności całej gminy (0,2 ‰) .